# Couvent des sœurs de La Charité de Bourges
Le couvent des Sœurs du Très-Saint-Sacrement et de la Charité, couramment appelé couvent des sœurs de La Charité ou couvent des quartiers nord est un ancien couvent français situé à Bourges, ancienne capitale du Berry, dans l'actuel département du Cher. 
Construit entre 1877 et 1899, il abritait jusqu'en 2008 la congrégation des sœurs du Très-Saint-Sacrement et de la Charité.
Emblématiques du Nord de Bourges et surplombant les marais, les bâtiments conventuels sont protégés au titre de monument historique depuis 2020. En mauvais état, l'immeuble devrait être rénové et transformé en résidence à partir de 2023. 

## Localisation
L'ancien couvent est accessible par l'avenue Arnaud-de-Vogüé, au nord de la route de la Charité (RN 151) reliant Châteauroux à Auxerre et des voies de chemin de fer.
Situé dans les quartiers nord de Bourges, le bâtiment surplombe les marais de l'Yèvre et de la Voiselle. Il se trouve dans un quartier résidentiel dominé par de petits pavillons individuels. 

## Description

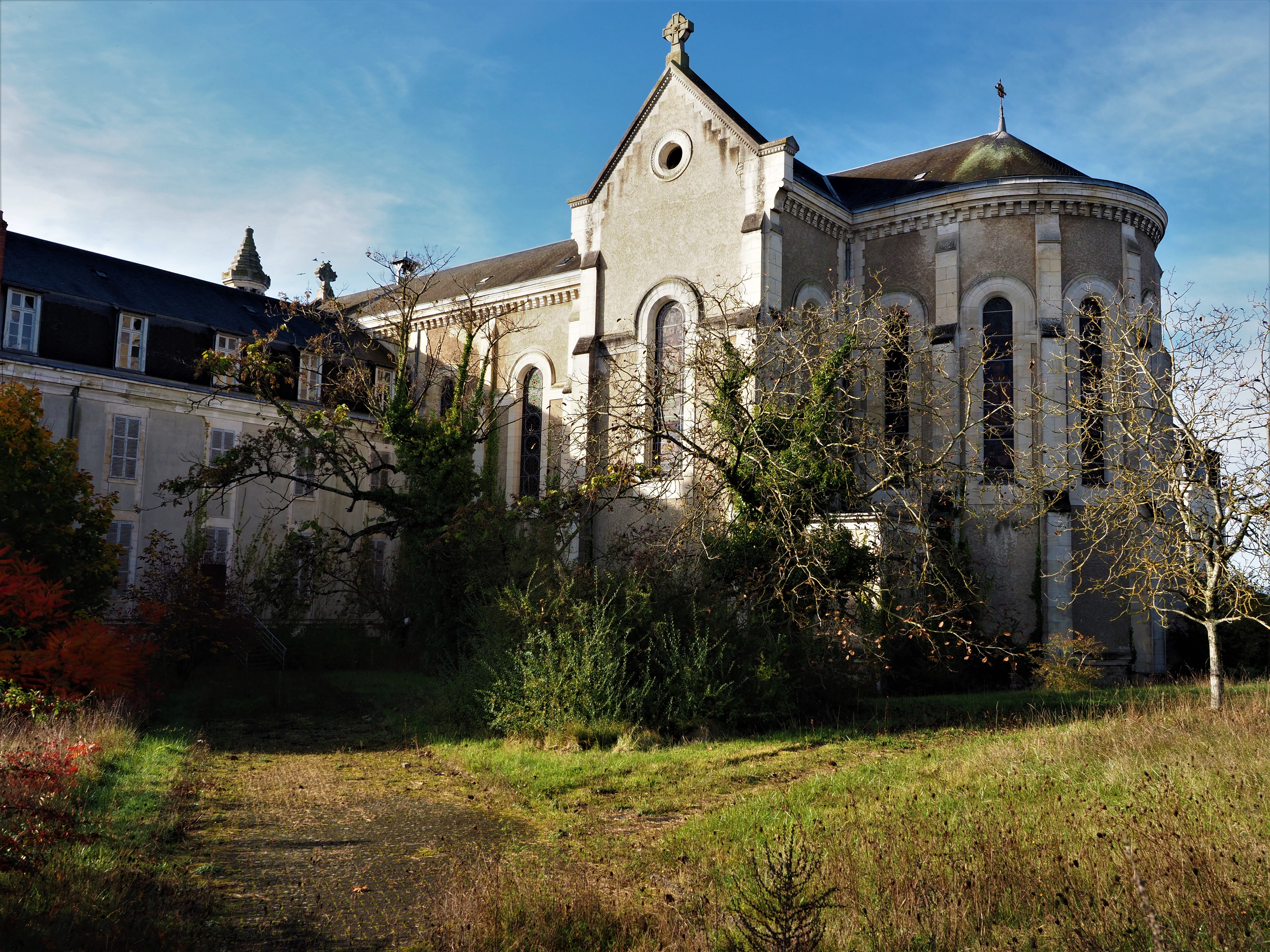
Chapelle du couvent.

L'intérêt de l'ensemble religieux réside principalement dans sa chapelle centrale, inspirée à la fois de l'architecture romane et gothique, qui vue du ciel forme une croix chrétienne. De part et d'autre, on trouve deux bâtiments de quatre niveaux effectuant un retour d'équerre, également de part et d'autre pour l'aile occidentale et uniquement côté sud pour la partie orientale.

## Histoire
Le couvent des sœurs de La Charité est créé à la toute fin du XIXe siècle afin d'accueillir la congrégation qui occupait l’Hôtel-Dieu. Sa construction a duré près de quatre ans, entre 1876 et 1880. Ce couvent permit aux dames de la haute société de s’occuper notamment des malades, des pauvres, des prisonniers et des enfants abandonnés. Les religieuses ont quitté les lieux en 2008 puis les Compagnons du Devoir, qui occupaient l’aile Antoine-Moreau, sont partis en 2016.
Sans affectation, le bâtiment est visité par des amateurs de lieux abandonnés. Le lieu est aussi squatté et subit plusieurs dégâts par des départs d'incendies,. En 2017, son rachat pour trois millions d'euros et sa destruction sont envisagés afin de construire une résidence sénior de 105 logements. Le bâtiment est sauvé par un avis défavorable de l'architecte des bâtiments de France et une décision de la municipalité, pour qui la disparition de ce monument diminuerait l'attrait des marais.
Un arrêté du 2 novembre 2020 protège le couvent au titre des monuments historiques : l'ancien couvent en totalité, la terrasse, son escalier et ses murs de soutènement, l’ancienne petite dépendance contemporaine de la construction du couvent, les jardins et les cours, le mur de clôture et les portes sur l’avenue Arnaud-de-Vogüé.

## Projet de rénovation
Plusieurs projets sont imaginés pour requalifier l'ensemble. En octobre 2021, un permis de construire est validé. Il vise à rénover le site et à y implanter 112 logements privés haut de gamme sur les 10 000 mètres carrés. Le projet est facilité par les avantages fiscaux de la loi Malraux, liés à l'inscription aux monuments historiques. Toutefois, le projet de rénovation ne comprend pas la chapelle, dont la destination future n'est pas encore déterminée et qui ne sera pas incluse dans la résidence.
Histoire & Patrimoine, une société filiale du groupe Altarea chargée du projet, espère entamer le chantier en 2023 pour deux ans de travaux. Elle rachète le couvent pour deux millions d'euros et prévoit d'y investir 27 millions d'euros.